# Tomislav Knez
Tomislav Knez, född 9 juni 1938 i Banja Luka, är en före detta jugoslavisk fotbollsspelare.
Han blev olympisk guldmedaljör i fotboll vid sommarspelen 1960 i Rom.